# Rec.Sport.Soccer Statistics Foundation
Rec.Sport.Soccer Statistics Foundation (RSSSF) este o organizație amatoare internațională dedicată colectării statisticilor despre fotbal. Fundația își propune să construiască o arhivă exhaustivă de informații legate de fotbal din întreaga lume.

## Istoric
Această întreprindere, conform fondatorilor săi,  a fost creată în ianuarie 1994 de către trei fideli ai  grupului de știri Rec.Sport.Soccer (RSS) de la Usenet: Lars Aarhus, Kent Hedlundh, și Karel Stokkermans. Acesta a fost inițial cunoscut sub numele de "North European Rec.Sport.Soccer Statistics Foundation", dar s-a renunțat la referința geografică, odată ce creștea numărul de membri din alte regiuni.
Astăzi RSSSF are membri și colaboratori din întreaga lume, și a dat rod la șapte proiecte-fiică pentru a urmări mai îndeaproape ligile din țările de origine ale proiectului. Proiectele derivate sunt dedicate fotbalului din Albania, Brazilia, Danemarca, Norvegia, Polonia, România, Uruguay și Venezuela.
Această întreprindere a fost mulți ani strâns legată grupul de știri RSS, și încă păstrează o arhivă (ultima actualizare 15 iunie 2003) a ceea ce unii dintre colaboratorii săi consideră a fi cele mai bune posturi de RSS.